# National Farmers' Bank of Owatonna
La National Farmers' Bank di Owatonna, Minnesota, Stati Uniti, è un edificio storico progettato da Louis Sullivan, con elementi decorativi di George Elmslie.

## Storia
Fu costruito nel 1908 ed è stato il primo della serie di "jewel box", una serie di edifici bancari commissionati a Sullivan. L'edificio è rivestito di mattoni rossi con bande di terracotta verde e presenta due grandi archi sulle sue facciate rivolte verso la strada. Ali a un solo piano, originariamente adibite a uffici bancari, si estendono lungo ciascun lato. Gli elementi interni includono due vetrate progettate da Louis J. Millet, un murale di Oskar Gross e quattro enormi lampadari in ghisa progettati da Elmslie e fusi dalla Winslow Brothers Company.
Gli ufficiali della National Farmers' Bank cercarono Sullivan, in parte perché volevano un'idea nuova di un edificio bancario che soddisfacesse le loro specifiche esigenze, e sentivano che l'architettura bancaria convenzionale dell'epoca non avrebbe soddisfatto queste esigenze. L'edificio progettato da Sullivan includeva una sala di scambio per gli agricoltori, dove i suoi clienti potevano fare affari tra loro, una sala di consultazione per le donne, una sala conferenze per il consiglio di amministrazione della banca e l'ufficio del presidente. Tutte queste stanze erano riccamente decorate, con mobili su misura.
La banca fu ristrutturata nel 1940 e molti degli elementi architettonici interni furono distrutti. Successivi lavori nel 1958 e dal 1976 al 1981 lo riportarono al suo splendore originale. Il 7 gennaio 1976 fu riconosciuto come National Historic Landmark per il suo significato architettonico. L'edificio ora ospita una filiale della Wells Fargo bank. È anche una proprietà contributiva del distretto storico commerciale di Owatonna.

## Galleria d'immagini

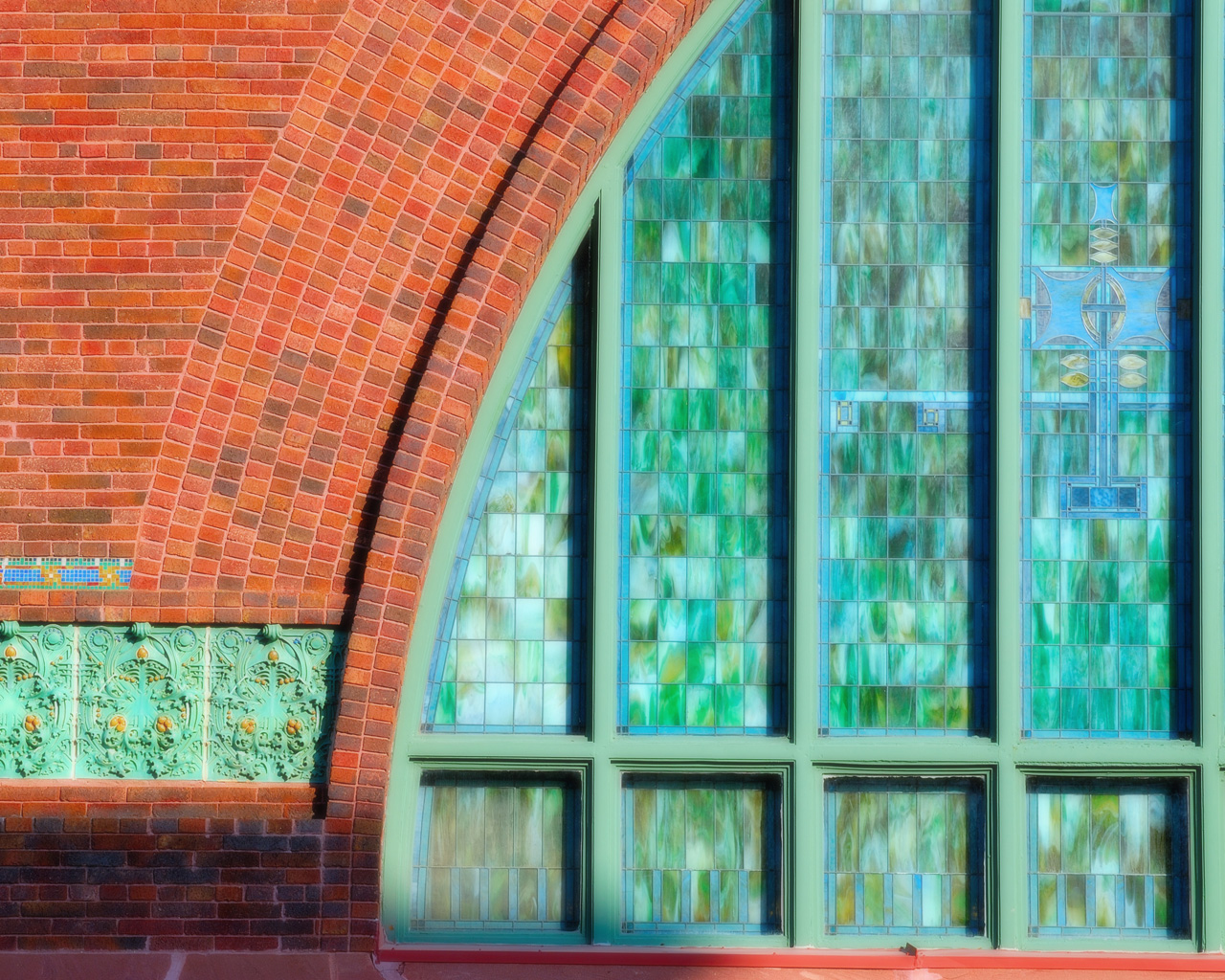
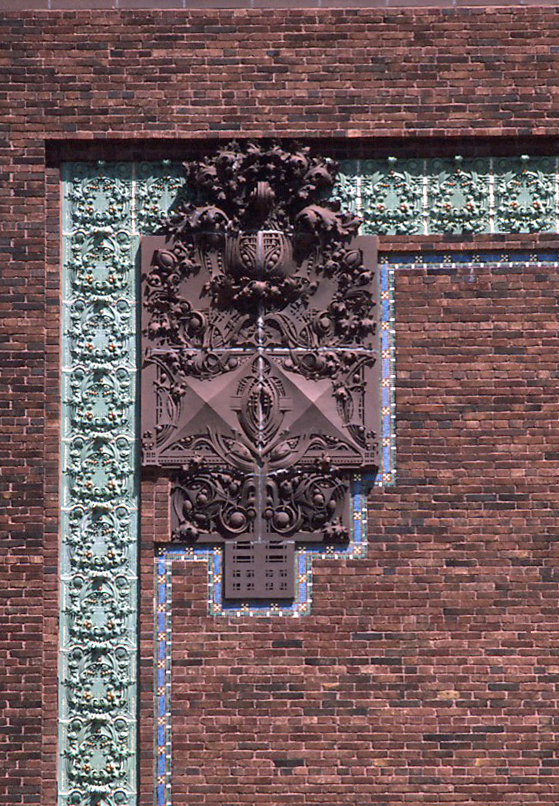
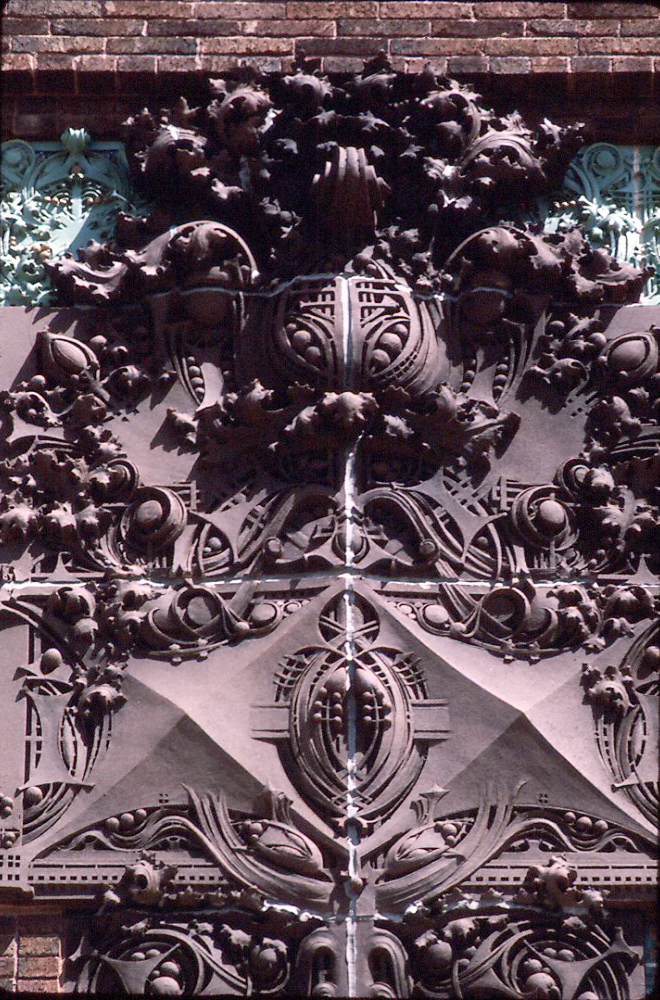
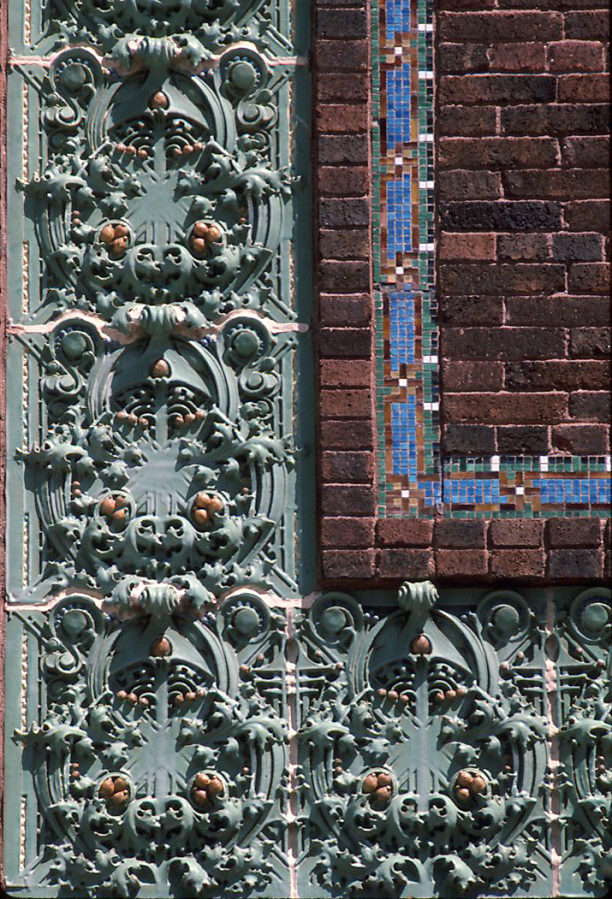
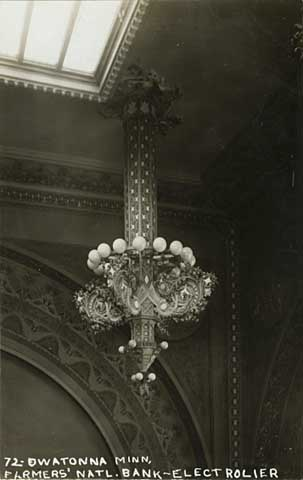